# Светозар Гођевац
Светозар Гођевац (Ваљево, 28. март 1863 — Београд, 6. септембар 1940) био је српски индустријалац и добротвор.

## Биографија
Свршио је три разреда гимназије у Ваљеву и трговачку школу у Љубљани. Преузео је 1892. творницу жељезног намјештаја Ранка Гођевца и Компаније, која је основана 1888. и изгубила за четири године цио капитал, те је под фирмом Браћа Гођевац подигао на степен једне од највећих творница у Србији. У њој је до Првог светског рата радило 350 радника. У рату је творница порушена.
Преминуо је дан након доживљене саобраћајне несреће код Младеновца.